# Manual of the Flora of the northern States and Canada (ed. 3)
Manual of the Flora of the northern States and Canada (ed. 3) (abreviado Man. Fl. N. States (ed. 3)) es un libro con ilustraciones y descripciones botánicas que fue escrito por el geólogo, botánico y taxónomo estadounidense Nathaniel Lord Britton y publicado en los Estados Unidos en el año 1907.